# NGC 2191
NGC 2191 je galaksija u zviježđu Kobilici.

## Vanjske poveznice
- SEDS: NGC 2191